# Kruszka (województwo pomorskie)
Kruszka (niem. Kruschke) – wieś w Polsce, siedziba sołectwa Kruszka, położona w województwie pomorskim, w powiecie chojnickim, w gminie Chojnice przy trasie linii kolejowej 203 (Kostrzyn-Piła-Chojnice-Starogard Gdański-Tczew). W skład sołectwa wchodzą również miejscowości Jasnowo i Jeziorki. Połączenie z centrum Chojnic i dowóz młodzieży do szkół umożliwiają autobusy MZK Chojnice (linia nr 3), a także przystanek kolejowy w pobliskich Krojantach. Przez miejscowość przebiega asfaltowa droga powiatowa łącząca drogę wojewódzką nr 235 z drogą krajową nr 22 (tzw. „Berlinką”). Wieś połączona jest też siatką dróg gruntowych z innymi sołectwami. W miejscowości znajduje się też firma specjalizująca w kowalstwie artystycznym.

## Geografia
Kruszka położona jest w południowej części Kaszubszczyzny. Od wieków tereny te zamieszkiwała grupa tzw. Borowiaków Kaszubskich. Jednak długotrwały proces migracji przyczynił się do dużego zróżnicowania mieszkańców pod względem etnograficznym.

## Gospodarka
Obecnie wielu mieszkańców utrzymuje się z rolnictwa. Część osób, przede wszystkim młodych dojeżdża do pracy do Chojnic. Dużą grupę stanowią też bezrobotni, emeryci i renciści. 

## Historia
Wieś Kruszka pojawiła się po raz pierwszy w księgach hipotecznych w latach 20. XVIII w jako własność Anny Constantii Von Jatzkau. W latach 1975–1998 miejscowość administracyjnie należała do województwa bydgoskiego. Od 1999 administracyjnie należy do województwa pomorskiego. Do początków lat 90. w Kruszce funkcjonowała szkoła podstawowa do trzeciej klasy, lecz na skutek zmian ustrojowych w Polsce została zlikwidowana, w jej miejscu w 2010 r. powstała świetlica wiejska.

## Zabytki
We wsi znajduje się dwór z końca XIX wieku w stylu neoklasycznym, otoczony parkiem o powierzchni 1,91 ha. Pierwotnie należał do rodziny Cunitz, potem do rodziny Dirks. W 1909 r. właścicielem majątku był Fritz Cunitz, w 1929 – Urlich Dirks. Majątek liczył łącznie 390 ha, w tym 25 ha lasów wraz z osadą Jasnowo. Majątek posiadał też gorzelnię.